# Губівська сільська рада
| Губівська сільська рада — колишній орган місцевого самоврядування у Компаніївському районі Кіровоградської області з адміністративним центром у с. Губівка. Сільській раді були підпорядковані населені пункти: - с. Губівка |

## Колишні населені пункти
- Вигода

## Склад ради
Рада складалася з 12 депутатів та голови.

### Керівний склад ради
| ПІБ                            | Основні відомості                                                                                         | Дата обрання | Дата звільнення |
| ------------------------------ | --- | ------------ | --------------- |
| Невінчана Тетяна Олександрівна | Сільський голова, 1964 року народження, освіта, Всеукраїнське об'єднання 'Батьківщина'                    | 26.03.2006   | 31.10.2010      |
| Невінчана Тетяна Олександрівна | Сільський голова, 1964 року народження, освіта середня спеціальна, Всеукраїнське об'єднання 'Батьківщина' | 31.10.2010   |                 |

Примітка: таблиця складена за даними джерела

## Населення
Згідно з переписом УРСР 1989 року чисельність наявного населення сільської ради становила 839 осіб, з яких 395 чоловіків та 444 жінки.
За переписом населення України 2001 року в сільській раді мешкали 724 особи.

### Мова
Розподіл населення за рідною мовою за даними перепису 2001 року:
| Мова       | Відсоток |
| ---------- | -------- |
| українська | 96,81 %  |
| російська  | 1,94 %   |
| білоруська | 0,42 %   |
| молдовська | 0,14 %   |
| польська   | 0,14 %   |
| румунська  | 0,14 %   |
| інші       | 0,41 %   |